# Tim Sullivan
Tim Sullivan (nacido el 2 de julio de 1964 en Plainfield, Nueva Jersey) es un director de cine, productor, actor, y guionista estadounidense.

## Biografía

### Primeros años
Su interés en el cine comenzó cuando era adolescente cuando obtuvo un trabajo como asistente de producción en la película de terror de 1983 Return of the Aliens: The Deadly Spawn. Sullivan se especializó en estudios de cine en la Universidad de Nueva York, y su primer crédito como escritor/director/productor fue en el cortometraje A Christmas Treat (1985), en el que ganó el premio en la revista Fangoria por Mejor Cortometraje. Después de graduarse, trabajó como asistente de producción en películas ganadoras de premios como Three Men and a Baby, Cocktail, Coming to America, y El padrino III.

### Carrera
A lo largo de su carrera, Sullivan ha llevado muchos sombreros, incluyendo el de actuación. Al igual que Alfred Hitchcock y M. Night Shyamalan, se ha elegido a sí mismo para papeles en sus propias películas. Fue el mánager de producción para las películas independientes If Looks Could Kill (1986), y America Exposed (1990), y produjo en New Line Cinema Detroit Rock City que protagonizó Edward Furlong y James DeBello. Después de trabajar en desarrollo en New Line Cinema durante cinco años, Sullivan formó su propia compañía de producción, New Rebellion Entertainment.
El debut de director bien recibido por Sullivan fue 2001 Maniacs (2005) con Robert Englund y Lin Shaye. Le siguió Hood of Horror por Snoop Dogg (como coescritor y productor) y Driftwood (2006), un thriller supernatural, protagonizando Raviv Ullman y Talan Torreiro.
Después de haber lanzado 2001 Maniacs: Field of Screams, Sullivan ganó notoriedad como director en la serie VH1 Scream Queens (2010), como también el creador y anfitrión de "Shock N Roll", su programa semanal y video blog en la web Fearnet.
Recientemente se unió con Adam Green, Joey Lynch y Adam Rifkin para la comedia/terror Chillerama (2011), Sullivan contribuyó en el segmento musical "I Was a Teenage Werebear", con su pasión por el campo y el rock and roll.

## Vida personal
Sullivan es abiertamente gay.

## Filmografía

### Asistente de producción
- The Deadly Spawn (1983)
- Hello Again (1987)
- 3 Men and a Baby (1987)
- Cocktail (1988)
- Scrooged (1988)
- 3 Men and a Little Lady (1990)
- El padrino III (1990)
- Regarding Henry (1991)
- Slasher (2004)

### Actor
- If Looks Could Kill (1986) como Novio (no acreditado)
- Detroit Rock City (1999) como Miembro de Audiencia de Concierto de KISS (no acreditado)
- 2001 Maniacs (2005) como Coffin Harry
- Driftwood (2006) como Van Driver (no acreditado)
- The War Prayer (2007) como El Orador
- Whore (2008) como Hombre de Negro (no acreditado)
- 2001 Maniacs: Field of Screams (2010) como Narrador (como Marc Ambrose)
- Bloody Bloody Bible Camp (2011) como Hermana Mary Chopper/Eugene
- Chillerama (2011) como Entrenador Tuffman

### Productor
- A Christmas Treat (1985)
- Detroit Rock City (1999) como productor asociado
- Snoop Dogg's Hood of Horror (2006)
- Killed on the Fourth of July (2010)
- Bloody Bloody Bible Camp (2011)
- Cut/Print (2011) como productor ejecutivo
- Chillerama (2011) como productor ejecutivo

### Guionista
- The Deadly Spawn (1983)
- A Christmas Treat (1985)
- 2001 Maniacs (2005)
- Snoop Dogg's Hood of Horror (2006)
- Driftwood (2006)
- 2001 Maniacs: Field of Screams (2010)
- Chillerama (segmento "I was a Teenage Werebear")(2011)

### Director
- A Christmas Treat (1985)
- 2001 Maniacs (2005)
- Driftwood (2006)
- 2001 Maniacs: Field of Screams (2010)
- Chillerama (segmento "I was a Teenage Werebear") (2011)